# Ursus (Mitdoge)
Orso Particiaco, in den zeitlich näheren Quellen Ursus, bzw. Partecipazio oder Participazio in den neuzeitlichen Darstellungen, war nach der venezianischen traditionellen Geschichtsschreibung, also der vom Staat kontrollierten Historiographie, nie als Doge von Venedig anerkannt, weil er eher als Mitherrscher galt, als Mitdoge. Er war nur kurzzeitig, etwa von 885 bis 887, Mitdoge seines älteren Bruders Iohannes II. Particiaco, der als alleinherrschender Doge Anerkennung in den Augen der örtlichen Historiographie fand. Ursus soll die Kirche Santi Cornelio e Cipriano auf dem Lido di Malamocco gegründet haben (sie wurde später nach Murano verlegt). 
Er trat gemeinsam mit seinem schwer erkrankten ältesten Bruder zugunsten des Dogen Pietro Tradonico zurück, der, wie eine Reihe von Dogen in diesen Jahrzehnten, ebenfalls nur für kurze Zeit herrschte. Bereits sein Bruder Petrus war als sein Vorgänger im Amt des Mitdogen früh gestorben und ein weiterer Bruder war bei einem Überfall ums Leben gekommen. Damit endete die Dynastie der Particiaco-Familie, ausnahmsweise durch Rücktritte, nicht durch den Tod der Dogen. Johannes und Ursus waren ihre letzten Repräsentanten. Die Familie Badoer führte sich später auf die Particiaco/Partecipazio zurück.

## Das Amt des Mitdogen
Ursus war der Bruder und Mitdoge Iohannes' II., der seinerseits durch seinen Vater Ursus ohne Wahl ins Amt gebracht worden war. Nach dessen Tod folgte ihm Iohannes im Jahr 881 im Amt des Dogen. 
Außenpolitisch erlangte Iohannes von Kaiser Karl III. 883 in Mantua die Erneuerung der bereits unter Ursus I. im Jahr 880 erneuerten Privilegien, die wiederum auf das Pactum Lotharii von 840 zurückgingen. Es gelang jedoch nicht, das Territorium von Comacchio zu okkupieren, das der Papst beanspruchte. Um die Herrschaft über die bei Ferrara gelegene Stadt zu erlangen, schickte Iohannes seinen Bruder Badoer zu Verhandlungen nach Rom zu Papst Hadrian III., doch kam dieser infolge eines Angriffs durch Marino, den Grafen von Comacchio, ums Leben (auf ihn führte sich die Familie Badoer zurück). Aus Rache ließ der Doge 883 die Stadt verwüsten, die trotz der Zerstörungen weiterhin eine bedeutende Konkurrentin Venedigs blieb. 
Gegen Ende seiner Regierungszeit löschte eine Reihe von Todesfällen die Familie in der männlichen und damit herrschaftsberechtigten Linie aus. Zunächst erhob der Doge seinen jüngsten Bruder Petrus zum Mitdogen, da er selbst erkrankt war. Dieser jedoch, vom Volk akklamiert, starb schon bald im Alter von nur 25 Jahren. Der verbliebene Bruder Ursus kam auch nicht in Frage, denn dieser lehnte es ab, das Amt zu übernehmen, obwohl er schon als Mitdoge geherrscht hatte. Laut der Chronik des Johannes Diaconus wählten die Venezianer angesichts dieser Situation Petrus Candianus zum Dogen. Diesen Übergang soll Iohannes II. laut der Chronik selbst eingeleitet haben, indem er Petrus Candianus zum Mitregenten erhob. Er selbst dankte am 17. April 887 ab, am selben Tag, an dem er Petrus die Insignien der Macht übergeben hatte, womit die kurzlebige Dynastie der Particiaco endete. Petrus Candianus kam seinerseits nach fünf Monaten ums Leben.

## Rezeption

### Bis gegen Ende der Republik Venedig
Für das Venedig zur Zeit des Dogen Andrea Dandolo war die Deutung, die man der kurzen Mitherrschaft des Ursus gab, insofern von symbolischer Bedeutung, als eine der Dynastie bildenden Familien mit dem Ableben der Particiaco-Brüder endete. Das Schicksal hatte somit den dritten Versuch in der Geschichte Venedigs zunichtegemacht, eine Dynastie dauerhaft durchzusetzen. Der Doge hält in seiner Chronik die Erhebung eines Mitdogen, genauer gesagt die gleichzeitige Herrschaft zweier Dogen, für „verderblich“, wie bereits Henry Simonsfeld konstatierte. Ungewöhnlich ist dabei der friedliche Übergang des Amtes in dieser ansonsten überaus gewalttätigen Epoche Venedigs, aber auch der freiwillige Verzicht durch den Mitdogen Ursus. 
Die älteste volkssprachliche Chronik, die Cronica di Venexia detta di Enrico Dandolo aus dem späten 14. Jahrhundert, stellt die Vorgänge auf einer in dieser Zeit längst üblichen, von Einzelpersonen dominierten Ebene dar. Als der Doge erkrankte – „de corporal infirmitade agrevado“ –, so der Chronist, „Piero Badoer, suo fradelo, coaiuctor et compagno nel seggio dugal constituì“. Petrus erscheint hier also als „coaiuctor“ und „compagno“. Nach dieser Chronik verzichteten der Doge und sein Bruder Ursus am Ende nach acht Herrschaftsjahren gemeinsam auf das Dogenamt: „lui cum suo fradelo refiutò lo ducado“.
Mit einigen Abweichungen berichtet Pietro Marcello. Er führt 1502 in seinem später ins Volgare unter dem Titel Vite de'prencipi di Vinegia übersetzten Werk aus, Johannes, der seit 881 Doge war, sei erkrankt und daher habe er seinen Bruder Pietro ausdrücklich zu seinem Nachfolger erhoben. Doch gesundete der Doge wieder, so dass Pietro nun Mitdoge wurde. Nach Pietros Tod „si tolse in compagnia Orso suo fratello minore“. Gemeinsam mit diesem ‚jüngeren‘ Bruder, den er statt des verstorbenen Pietro zum Mitdogen erhoben hatte – „in compagnia“ –, traten beide, Iohannes erneut schwer erkrankt, gemeinsam vom Dogat zurück. Genauer gesagt heißt es dort aber nur: „lasciò il Magistrato“. Dies sei noch vor Erreichen des sechsten Herrschaftsjahres geschehen.
In seinen Historie venete dal principio della città fino all’anno 1382 berichtet Gian Giacomo Caroldo über „Ioanni Badoaro“, er habe das Regiment ab 871 allein geführt. Von der Rettung Grados heimgekehrt sei Johannes zum Mitdogen erhoben worden. Den Handel mit Sklaven verboten er, sein Vater, Klerus und Volk gemeinsam: „li Duci co’l’ Clero et Popolo“. Für Caroldo war es offenbar unproblematisch, Vater und Sohn gleichermaßen als „Duci“ anzusprechen. Nach der Schilderung des Todes Badoers und der folgenden Racheaktionen berichtet der Autor von der Bestätigung der alten Rechte durch den Kaiser. Dann setzt Caroldo, der Erkrankung, Amtserhebung und Tod des Petrus aufführt, fort: „Morto Pietro, il Duce fece consorte del Ducato messer Orso l’altro fratello“. Als der Doge also schwer erkrankte, war das Volk damit einverstanden, dass er nach dem Tod Pietros Orso, einen weiteren Bruder, zum Mitdogen („consorte“) erhob. Dieser gründete die Kirche Santi Cornelio e Cipriano auf dem Lido di Malamocco an einem Ort namens Vigna. Sie sollte der „Cappella di San Marco“ unterstehen, also dem späteren Markusdom. Als der Doge erneut erkrankte, gestattete er dem Volk, einen anderen, ihm genehmen Dogen zu wählen („permesse al Popolo ch’elegesse un Duce che più li fusse grato“). Johannes übergab dem gewählten Pietro Candiano „l’insegne del Ducato et sede Duce“. Dieser Pietro kam am 17. September 887 ebenfalls ums Leben. Johannes hörte trotz seiner Krankheit auf die Bitten des Volkes – „per soddisfare alle preghiere del Popolo“ –, sein Amt wieder aufzunehmen. Nach sechs Monaten und dreizehn Tagen waren die „pubblici rumori“ soweit beruhigt, dass er das Volk dazu überreden konnte, im Jahr 888 abermals einen neuen Dogen zu wählen. Caroldo unterscheidet also sorgsam zwischen den Amtserhebungen, die jedes Mal dann vonnöten wurden, wenn Iohannes schwer erkrankte. Bei ihm und seinem Vater wurden beide als Dogen angesprochen, dann setzte er unter Zustimmung der Volksversammlung Petrus zu seinem Nachfolger ein, um ihn nach seiner Gesundung zum „consorte“ zu machen. Ursus wurde von vornherein zum „consorte“ erhoben, vielleicht war dazu nicht die Zustimmung des Volks nötig. Er seinerseits gestattete dem Volk einen neuen Dogen zu wählen, das Volk wiederum konnte den abgetretenen Dogen bitten, das Amt wieder anzunehmen. 
In der 1574 erschienenen Chronica das ist Warhaffte eigentliche vnd kurtze Beschreibung, aller Hertzogen zu Venedig Leben des Frankfurter Juristen Heinrich Kellner, die auf Marcello aufbauend die venezianische Chronistik im deutschen Sprachraum bekannt machte, nahm Johannes „Orsi Son / … das Regiment an/im 881.jar“. Auch bei ihm eroberte der Doge aus Rache für den Tod Badoers Comacchio „mit wenig mühe. Strafft auch die gantz hart / so umb seines Bruders Todt mit wissenschaft hatten“. Auch überzog er die „Ravignaner“ mit „Schwerdt und Fewer.“ Doch bald erkrankte er schwer und „macht er zum Nachfolger Petrum / seinen Bruder“. Doch als er wider Erwarten gesundete, nahm er ihn „zu einem Gehülfen im Regiment“. Als auch Petrus starb, „erwehlet er ihm zum Gesellen seinen jüngern Bruder Orsum“. Erneut erkrankte der Doge und so „ubergab er sampt seinem Bruder den Befelch / als er noch nicht sechß jar auß regieret hatt.“ Der Jurist Heinrich Kellner unterscheidet sorgsam zwischen dem Status eines Nachfolgers (hier ohne Zustimmung der Volksversammlung) und dem eines „Gehülfen“.
In der Übersetzung der Historia Veneta des Alessandro Maria Vianoli, die 1686 in Nürnberg unter dem Titel Der Venetianischen Hertzogen Leben / Regierung, und Absterben / Von dem Ersten Paulutio Anafesto an / biss auf den itzt-regierenden Marcum Antonium Justiniani erschien, war die Gleichsetzung der Badoer mit den Particiaco, beginnend mit Johannes’ Vater, bereits Standard. 881 folgte dem verstorbenen Ursus ohne Umschweife sein Sohn Iohannes, ein Zusammenhang zu Grado, also aus Dankbarkeit, bestand damit nicht, erst recht keine Erhebung zum Dogen zu Lebzeiten des Vaters. Als nach dem Tod Badoers und dem Straffeldzug gegen Comacchio und Ravenna der Doge schwer erkrankte, „ernennete“ er „seinen Bruder ihm zum Nachfolger“, doch als der Doge „gantz unverhoffter Weise wiederum genesen/ nur als ein Mitgehülfe dem Regiment vorgestanden“, und auch er habe „seinem jüngeren Bruder Orso die Stelle eingeraumet“. Vianoli erkennt den Mitdogen gewissermaßen ihr Amt wieder ab und macht ihn zum „Mitgehülfen“.
1687 schrieb Jacob von Sandrart in seinem Werk Kurtze und vermehrte Beschreibung Von Dem Ursprung / Aufnehmen / Gebiete / und Regierung der Weltberühmten Republick Venedig ebenfalls, wenn auch sehr lakonisch: „Im Jahr 881. sein Sohn Johannes welcher den Ravennatern die Stadt Comaclum (Comacchio) mit Gewalt abgenommen“. Als der Doge „in eine tödtliche Kranckheit gerieth/und er vermeynte/daß er sterben würde/ersucht er das Volck/daß sein Bruder zu seinem Nachfolger möchte ernennet werden“. Als er „wieder aufkam“ „gebrauchte er seinen Bruder zu seinem Neben-Regenten; und als derselbe mit Tod abgieng/nahm er dessen ältesten Sohn in gleicher Würde zu sich“. Nach sechs Jahren Regierung „spürete“ er, „daß das Volck mit ihrer Regierung nicht wohl zu frieden war / so danckten sie alle beyde ab“ (S. 21). Hier wird Petrus erst zum Nachfolger, wie bei den anderen Autoren, dann zum „Neben-Regenten“, Ursus wird zum Sohn des Petrus, übernimmt aber die gleiche Würde.

### Historisch-kritische Darstellungen
Nach Johann Friedrich LeBrets ab 1769 in vier Bänden veröffentlichter Staatsgeschichte der Republik Venedig dauerte die Belagerung von Grado nur zwei Tage und Iohannes kehrte „mit dem Ruhm eines Sieges zurück, der ihm nichts mehr gekostet hatte, als sich zu zeigen“. Dennoch habe das Volk seine Erhebung zum Mitdogen gestattet. Des Dogen „Sohn Johannes folgete ihm ohne allen Widerspruch“ (S. 176). „Die badoerische Familie war das Regieren so gewohnet, daß man für alle vier Brüder Fürstenthronen suchte. Drey saßen auf dem venetianischen Throne“, also schien Comacchio für „Badoarius“ standesgemäß. Als Johannes schwer erkrankte, und die Regierungsgeschäfte nicht mehr führen konnte, holte er sich die „Einwilligung“ des Volkes, „sich seinen jüngsten Bruder Peter als Nachfolger oder Regierungsverweser zu setzen“ (S. 179). Mit diesem Begriff wird ein neues Konstrukt der Verfassung eingeführt. Auch nach der Genesung „erkannte“ das Volk „seinen Bruder als beständigen Mitregenten.“ Als dieser jedoch mit 25 Jahren starb, „nahm [Johannes] den dritten Bruder als Mitregenten an“, doch auch dieser wünschte sich der Würde zu „entziehen“. So „dankete Johannes endlich freiwillig ab“. Er forderte das Volk zur Wahl auf, aus der Peter Candian als Sieger hervorging. Johannes berief ihn in den „herzoglichen Palast“, wo er ihm „das herzogliche Schwert, das Zepter, und den herzoglichen Sessel übergab, ihn hierdurch als seinen Nachfolger erkannte“. Dabei wird sein Verhalten nach seiner Regierungszeit ungemein hervorgehoben, insbesondere nach dem überraschenden Tod des Pietro Candiano 887: „So bald Johannes die Unruhen gestillet, die Wünsche der Nation erfüllet, und den Thron mit einem würdigen Nachfolger besetzet sah, so gieng er wieder in seine philosophische Ruhe zurück, und sein ganzes Betragen machte ihm mehr Ehre, als tausend mit menschlichem Blute erkaufete Siege [...] Er verließ den Thron wieder, da er sein Vaterland glücklich sah, lebete als ein Philosoph, und starb vergnügt (S. 182).“ Der Autor glaubt, für die Erhebung zum Nachfolger habe Iohannes die Einwilligung des Volkes gebraucht, nach der Gesundung erkannte ihn das Volk demnach einfach an. Die Erhebung Pietro Candianos erfolgte in einer stärker rituell dargestellten Form, wohingegen noch Ursus einfach als Mitregent angenommen worden war.
Samuele Romanin beschreibt 1853 im ersten Band seines zehnbändigen Opus'  Storia documentata di Venezia, wie bereits Andrea Dandolo, die Flucht der überraschten Sarazenen vor Grado, und wie Johannes II. danach sogleich zum Mitdogen erhoben wurde. Im Zusammenhang mit dem Konflikt zwischen dem Grafen von Comacchio und dem Bruder des Dogen ergänzt Romanin, dass zum einen der erfolgreiche Handel Comacchios Venedig ein Dorn im Auge war, zum anderen, dass die Grafschaft durch Ludwig II. mit Diplom vom 30. Mai 854 an Ottone d'Este vergeben worden war, für den dessen Sohn Marino die Regierung führte. Damit wurde der Dauerkonflikt mit den Este präfiguriert. Auch hatte Comacchio der Invasionsarmee Pippins gegen die Lagunenstädte des späteren Venedig Flotte und Hilfstruppen bereitgestellt. Nach Romanin habe Marino den gefangen genommenen Badoer medizinisch bestens versorgt und mit dem Eid versehen, von den Plänen einer Annexion abzusehen, nach Venedig geschickt. Vielleicht („forse“) an den davongetragenen Verletzungen gestorben, forderte man in Venedig Rache. Das erneuerte Privileg Karls des Dicken von 883 beinhaltete weitere Bestimmungen, so etwa die, dass der Doge und seine Verwandtschaft von allen Abgaben befreit waren. Sogar für den Fall eines Umsturzes in Venedig wurden Bestimmungen getroffen, wie die Vertreibung der Betreffenden samt ihrer Komplizen, die Androhung eines sehr hohen Bußgeldes von 100 Libbre d'oro für diejenigen, die gegen die kaiserlichen Bestimmungen verstießen. Schließlich nahm der erkrankte Doge seine Brüder, abgesehen von Badoer, nacheinander zu Mitdogen, doch sie starben oder lehnten es ab, das Amt allein zu führen. Nach Romanin war Pietro der jüngste der Brüder (S. 203); ihn ernannte Iohannes zum „collega“ und Nachfolger. Auch wurde Pietro bei ihm in San Zaccaria (der wichtigsten Grablege der Dogen) neben seinem Bruder Badoer beigesetzt. So hätten die drei Brüder Badoers allesamt „l'onore del dogado“, die ‚Ehre des Dogenamtes‘ getragen (S. 203).
August Friedrich Gfrörer († 1861) geht in seiner, erst elf Jahre nach seinem Tod erschienenen Geschichte Venedigs von seiner Gründung bis zum Jahre 1084 von ganz anderen Voraussetzungen aus. Aus Dankbarkeit für Grado erhoben die Venezianer bei ihm den Flottenführer nach der Heimkehr zum Mitdogen. Nun erst, wohl im letzten Jahr Orsos, hätten Konstantinopel und Venedig wieder Kontakt aufgenommen, und der Kaiser habe gleichfalls die neue Rolle Venedigs als Ordnungsmacht in der Adria akzeptiert. Für Gfrörer ging die Initiative zum Verbot des Sklavenhandels im Übrigen vom Klerus aus, keineswegs, wie Dandolo vorgibt, von den beiden Dogen. Dandolo sah, durch und durch Venezianer, den Klerus als Magd des Staates und die Dogen als Ausgangspunkt aller Initiativen – für Gfrörer war dies das byzantinische Verhältnis zwischen Staat und Kirche, der „Byzantinismus“ schlechthin. Außerdem seien „Anzeigen vorhanden, daß Orso's Söhne nervenschwache, zum Siechthum geneigte Herren waren.“ Johannes II. habe „seinem Bruder Badoarius eine stattliche Versorgung auf Kosten des Stuhles Petri“ verschaffen wollen. Diesem „schlugen“ Männer des Grafen Marinus von Comacchio – dabei zitiert er Andrea Dandolo – „eines der Beine entzwei“. Nach Ansicht Gfrörers nahm der Papst angesichts des Adels, der sich den Kirchenstaat aufzuteilen begann, die Inbesitznahme von Comacchio durch Badoer in Kauf, „dessen Freundschaft immerhin etwas werth war“. Den Vertrag mit Karl dem Dicken von 883, der die Güter, den abgabenfreien Handel, ja, den Schutz vor Umsturz vorsah, betrachtet Gfrörer als Anzeichen für etwas anderes: Der „Doge Venetiens erkannte den Franken als seinen Gebieter an, und nahm das Seeland von der Kaiserkrone zu Lehen“ (S. 211). Der Doge behielt darüber hinaus die Gerichtsbarkeit über die „Ausgewanderten“, die beständig versuchten, den Dogen zu stürzen, während sie im fränkischen Exil saßen. Diese Bestimmungen seien eine Art Geheimer Zusatz zum Vertrag, der bei Muratori in eine Fußnote „verwiesen“ worden seien. Gfrörer vermutet, dass sich Johannes II. gänzlich von Byzanz ab und dem Karolinger zugewandt habe, auch weil seine Geschäfte sich vielleicht eher auf das Frankenreich erstreckten – daher die Abgabenfreiheit. Byzanz ließ den Dogen aber keineswegs gewähren. Nun flicht der Autor eine originelle Begründung für die Erhebung Pieros zum Mitdogen ein. Gfrörer behauptet nämlich, „daß die griechische Partei in Venetien, so oft Dogen mit Byzanz brachen, die Einsetzung von Mitdogen erzwang“. Doch sei dies durch den Todesfall „Peters“ letztlich fehlgeschlagen. Dann folgte die Wiedereinsetzung Johanns, der jedoch, da sein angeblicher Schutzherr Karl der Dicke gestürzt worden war, sein Amt nicht mehr halten konnte. Darauf deute auch hin, dass die Wahl seines Nachfolgers in dessen Haus stattgefunden habe, und dass Johannes II. die Insignien seiner Macht erst danach im Dogenpalast übergeben habe. Wie immer bei Gfrörer steckte hinter der Einsetzung von Mitdogen und dem Rücktritt des Dogen also Byzanz.
Pietro Pinton übersetzte und annotierte Gfrörers Werk im Archivio Veneto in den Jahresbänden XII bis XVI. Pintons eigene Darstellung, die jedoch erst 1883 erschien – gleichfalls im Archivio Veneto –, widersprach an vielen Stellen der Darstellung Gfrörers. So hält er das eigennützige Motiv des Dogen für die Besetzung Comacchios für einseitig, da die Handelsvorteile für ganz Venedig so unterschlagen würden. Auch beim Vertrag von 883 unterschätze Gfrörer demnach die Schwierigkeiten, in denen sich Karl der Dicke befunden habe, und dem es keineswegs gelungen sei, in dieser Hinsicht Karl den Großen zu überbieten. Nach Pinton könnte sich der Doge, bedrängt von den Großen des Festlands, ausbedungen haben, dass Gegner, wie die Ravennaten oder solche vom benachbarten Festland, schweren Strafen unterliegen sollten. In jedem Falle gebe es keinerlei Hinweis auf eine Art Oberherrschaft Karls. Schließlich lege Gfrörer eine unzutreffende chronologische Abfolge der Ereignisse seiner Deutung zugrunde, denn der Rücktritt des Dogen lag mindestens drei Monate vor dem Tod Karls des Dicken, so dass sein Rücktritt nicht mit dem Ende seines angeblichen Oberherrn in Zusammenhang gebracht werden könne.
Auch Emmanuele Antonio Cicogna äußert 1867 im ersten Band seiner Storia dei Dogi di Venezia die Ansicht, Johannes II. habe, um den Einfluss seiner Familie zu vergrößern, beim Papst um die Grafschaft Comacchio gebeten. Cicogna schreibt nebulös dass der spätere Doge vor Grado mit den Sarazenen „si valentemente portossi in questo incontro“, dass er zum Lohn vom Volk („dalla nazione“) zum Mitdogen gemacht wurde. Weder Papst noch Kaiser widersetzten sich den Plünderungen, die gegen Ravenna durchgeführt wurden. Venedig erhielt von Kaiser Karl eine Erneuerung der Privilegien, und auch Cicogna vergisst nicht zu erwähnen, dass der Handel des Dogen nicht nur gestattet, sondern sogar ohne Abgaben blieb. Nach den beiden weiteren Todesfällen in der Familie trat Johannes schließlich zurück und überließ der Nation die Wahl desjenigen zum Dogen, der ihr gefiel („qual più le piacesse per doge“).
Noch im Compendio delle lezioni teorico-pratiche di paleografia e diplomatica von 1874 wird Ursus als „Orso II.“ aufgeführt, der zurücktrat, als sein ältester Bruder auf sein Amt verzichtete.
Heinrich Kretschmayr nimmt in seiner Geschichte von Venedig an, dass nach Grado nicht das Volk den Dogensohn zum Mitregenten erhob, sondern der Doge selbst. Seit 867 gelang es Byzanz „unter der Eisenfaust des ersten Basileios“ wieder in der Adria einzugreifen, Bari zu gewinnen und das Thema Langobardia einzurichten, so dass um 880/881 die Adria im Süden „für befriedet gelten“ konnte. „Immer mehr steuerte die Entwickelung auf eine im Hause der Particiaci vererbliche höchste Gewalt zu“ (S. 100). Kretschmayr nennt nur kurz die beiden Mitdogen Petrus und Ursus: „Aber Johannes war leidend; nicht minder sein Bruder und Mitregent Petrus, der 25-jährig starb; vielleicht auch der zweite Bruder Orso, der für den kranken Johannes vorübergehend die volle Verwaltung des Dogates übernahm“.